# Campo di aviazione di Castelgomberto
Il campo di aviazione di Castelgomberto fu uno dei primi aeroporti militari d'Italia, il primo aeroporto di Castelgomberto fino al 1919.

## Storia
Costruito a nord della cittadina di Trissino, provincia di Vicenza, fu attivato già dai primi mesi del 1917, come campo secondario e di supporto ai velivoli impegnati nei combattimenti nella zona del Pasubio. Il sedime del campo occupava un vasto appezzamento di terreno pianeggiante, in un’area conosciuta dalla popolazione locale come Praderia, vicino alla seicentesca Villa Piovene Da Porto, situata nel centro del paese della vallata dell’Agno, a cavallo del Rio Onte.
Il 31 luglio 1917 vi arrivò la 31ª Squadriglia che rimase lì di stanza fino al 10 dicembre, ritornandovi poi a partire dal 10 aprile 1918 e rimastavi fino alla fine del 1919. Dopo l'infausto esito della battaglia di Caporetto, il 13 dicembre 1917 vi arrivò la Escadrille 22 francese che vi rimase fino al 31 gennaio 1918, alla metà di dicembre vi era la SOP 221 sui Sopwith 1½ Strutter, dal 27 dicembre 1917 la Escadrille SOP 214 fino al 18 marzo 1918 e poi alla fine di febbraio 1918 la Escadrille 44 di stanza fino al 24 marzo dello stesso anno. Il 16 aprile 1918 arrivò la 121ª Squadriglia, rimastavi fino alla fine del 1919, e successivamente, il 12 maggio, il XVI Gruppo aeroplani fino a dicembre 1918. Il 14 maggio 1918 vi si stanziò la 71ª Squadriglia caccia, rimastavi fino al 16 ottobre dello stesso anno,  e dalla metà dello stesso mese la 135ª Squadriglia. In quello stesso maggio vi confluirono anche i reparti del Campo di aviazione di Sovizzo, evacuato dagli italiani in seguito agli allagamenti della pista e degli hangar che, a causa dalla tracimazione del torrente Onte, lo resero impraticabile.  Il 12 luglio vi prese servizio la 134ª Squadriglia B rimastavi fino al 4 settembre 1918, raggiunta il 1 dicembre dalla 134ª A che vi rimase fino al 6 febbraio 1919.

### Annotazioni
1. ↑  L'estensione era pari a 60 campi vicentini.
2. ↑  Conosciuta ora come Villa da Schio.
3. ↑  In essa prestava servizio l'asso dell'aviazione Sebastiano Bedendo.

### Fonti
1. ↑  Fronte del Cielo.
2. ↑  Gentilli, Varriale 1999, pp. 170-174.
3. ↑  Gentilli, Varriale 1999, pp. 330-332.
4. ↑  Gentilli, Varriale 1999, pp. 47-48.
5. ↑  Gentilli, Varriale 1999, pp. 231-237.
6. ↑  Gentilli, Varriale 1999, pp. 344-345.
7. ↑  Gentilli, Varriale 1999, pp. 342-344.